# SCREAM (Grimes)
SCREAM è un singolo della musicista canadese Grimes, pubblicato il 5 ottobre 2016 come quinto estratto dal quarto album in studio Art Angels. , con la partecipazione della rapper taiwanese Aristophanes. Questa è l'unica canzone dell'album dove l'artista non canta, ma si rassegna ad urlare in alcune parti del brano.
Per alcuni concerti, Grimes ha rappato la canzone in russo.

## Video musicale
Il videoclip della canzone è stato reso disponibile in concomitanza con l'uscita del singolo. Il video fa parte di una serie di video realizzata con il fratello Mac Boucher e con la cantante Hana.

## Tracce
1. SCREAM – 2:20